# Spichern (Schiff)
Die Spichern war ein ehemals norwegischer Motortanker, der im Zweiten Weltkrieg von der deutschen Kriegsmarine erbeutet und dann als Versorgungstanker bzw. Hilfstrossschiff eingesetzt wurde.

## Bau und technische Daten
Das Schiff lief am 16. Mai 1935 auf der dänischen Werft Odense Staalskibsværft in Odense mit der Baunummer 56 vom Stapel und wurde im August 1935 unter dem Namen Krossfonn von der norwegischen Reederei Skibs-A/S Dalfonn (Manager: Sigval Bergesen) in Stavanger in Dienst gestellt.
Das Schiff war 146,46 m lang und 19,81 m breit und hatte maximal 10,85 m Tiefgang. Es war mit 9.323 BRT und 5.550 NRT vermessen und hatte eine Tragfähigkeit von 14.225 tdw. Die Maschinenanlage bestand aus zwei 7-Zylinder-Viertakt-Schiffsdieselmotoren von Burmeister & Wain in Kopenhagen, leistete 4700 PS und ermöglichte eine Geschwindigkeit von 12,5 Knoten.

## Geschichte

### NorwegischeKrossfonn
Die Krossfonn fuhr im Charterdienst zwischen Ölhafen im Nahen Osten, der Karibik oder Ecuador und Westeuropa. Daran änderte auch der Ausbruch des Zweiten Weltkriegs im September 1939 nichts. Als die Wehrmacht am 9. April 1940 im sogenannten Unternehmen Weserübung Norwegen überfallartig besetzte, befand sich das Schiff, unter Kapitän Simon Svendsen, auf der Fahrt von Port-de-Bouc bei Marseille nach Galveston, wo es ins Trockendock gehen sollte, vor der Küste von Florida und lief nach Erhalt der Invasionsmeldung stattdessen in den britischen Hafen Kingston auf Jamaika, das am 14. April erreicht wurde, um weitere Anweisungen abzuwarten. Mit der am 22. April vollzogenen Bildung der norwegischen Kriegsreederei Nortraship kam die Krossfonn, wie alle nicht in deutsche Hand gefallenen norwegischen Schiffe, unter deren Management. Sie ging am 24. April von Kingston nach Galveston, das sie am 29. April erreichte, wurde dort wie vorgesehen überholt, lief am 13. Mai wieder aus, um in Houston zu laden und dann am 21. Mai Bermuda anzulaufen. Am 23. Mai schloss sie sich dem Bermuda-Kontingent des Nordatlantik-Konvois „HX 45“ an, und am 7. Juni erreichte sie Brest. Von dort lief sie zuerst nach Saint-Nazaire und dann nach Donges, um an der dortigen Erdölraffinerie ihre Ladung Rohöl zu löschen.
Die Krossfonn verließ Donges am 12. Juni und lief am 13. Juni mit dem Konvoi „50.BF“ von Brest nach Casablanca, das am 17. Juni erreicht wurde. Am 19. Juni lief sie allein und in Ballast aus Casablanca aus, um nach Fort-de-France auf Martinique zu fahren. Sie erreichte dieses Ziel jedoch nicht mehr. Am 26. Juni wurde sie im westlichen Mittelatlantik auf etwa Position 21° 33′ N, 45° 0′ W von dem deutschen Hilfskreuzer Widder aufgebracht, als Prise in Besitz genommen und dann als erste Prise erfolgreich in das inzwischen von der Wehrmacht besetzte Frankreich geschickt. Am 7. Juli 1940 erreichte sie Lorient.

### DeutscheSpichern
Das Schiff wurde von der Kriegsmarine am 18. September 1940 unter dem Namen Spichern in Dienst gestellt. Es wurde als sogenanntes Hilfstrossschiff zur Versorgung deutscher Marinestützpunkte an der französischen Atlantikküste und, soweit anfangs noch möglich, im Nordatlantik operierender deutscher Schiffe genutzt. Letzteres war allerdings angesichts der immer drückender werdenden Luftüberlegenheit der Alliierten nur selten der Fall. Der bekannteste Einsatz der Spichern war die Versorgung, unter ihrem Handelsschiffkapitän Otto Kölschbach am 25./26. Mai 1941 im Nordatlantik, des Schweren Kreuzers Prinz Eugen während des Unternehmens Rheinübung, zwei Tage nachdem Admiral Lütjens auf der Bismarck den Kreuzer zum selbständigen Handelskrieg entlassen hatte. Innerhalb von 13,5 Stunden wurden 2.915 m³ Heizöl auf die Prinz Eugen hinüber gepumpt. Danach gelang der Spichern am 15. Juni die Rückkehr nach Westfrankreich.
Der dritte und letzte Versuch der Spichern, zur Versorgung Handelskrieg führender deutscher U-Boote in den Nordatlantik zu gelangen, begann am 9. November 1942 und endete bereits zwei Tage später. Britische Luftaufklärer entdeckten den beim Auslaufen durch die Biskaya von den vier Torpedobooten T 13, T 19, T 22 und Falke gesicherten Tanker, der am 11. November, als die Sicherungskräfte bereits wieder auf dem Heimweg waren, von Jagdbombern angegriffen und schwer beschädigt wurde. Das Schiff musste daraufhin die Fahrt abbrechen und El Ferrol im neutralen Spanien anlaufen. Nach dortiger Notreparatur gelang es der Spichern, vom 10. bis zum 15. Januar 1943 nach Brest zurückzukehren.
Dort wurde sie bei einem Luftangriff des RAF Bomber Commands am 9. August 1944 erneut schwer beschädigt und dann am 31. August als Blockschiff selbstversenkt.

### Nachkriegszeit

#### NorwegischeRingfjell
Das Wrack wurde 1947 in zwei Teilen gehoben, im Februar 1948 an die Ringdals Rederi A/S (Manager: Olav Ringdal) in Oslo verkauft, und die beiden Sektionen wurden nach Kiel geschleppt, wo das Schiff bei den Howaldtswerken wieder zusammengeschweißt und repariert wurde. Im Mai 1949 wurde es, nun mit 9640 BRT und 5509 NRT vermessen und mit 14.375 tdw Tragfähigkeit, unter dem neuen Namen Ringfjell wieder in Dienst gestellt.
Am 3. September 1952 kam es beinahe zu einem katastrophalen Großbrand im Hafen von Sydney, als aus dem Tanker gelaufenes Petroleum durch die Funken eines Schweißbrenners entzündet wurde und das Feuer in Sekundenschnelle die 800 m Strecke in der White Bay vom Schweißbrenner zum Schiff einhüllte und dabei nicht nur die Ringfjell, sondern auch mehrere Korvetten der australischen Marine, drei Küstenfrachter und das Öllager der Atlantic Co. gefährdeten. Die Flammen schlugen 60 m hoch, wurden aber nach etwa 15 Minuten unter Kontrolle gebracht.
1955 wurde das Schiff auf der Werft von Chantiers de l’Atlantique in Grand-Quevilly bei Rouen zu einem Massengutfrachter umgebaut. Sie war danach mit 9789 BRT, 5000 NRT und 14.000 tdw Tragfähigkeit vermessen.

#### NorwegischeRingsaker
Ende 1960 erfolgte ein erneuter Verkauf, diesmal an die Sameiet Ringsaker (Manager: Elisabeth Bruun & Co.) in Tønsberg, Norwegen, und eine damit verbundene Umbenennung in Ringsaker. Im Oktober 1962 wurde das Schiff an die Norsk Hydro verchartert, die es als Lagerschiff im Frierfjord bei Porsgrunn benutzte.
Das Schiff wurde im Februar 1964 zum Abbruch verkauft und ab März 1964 bei Eckhardt & Co. in Bremen verschrottet.